# Бахр-эль-Газаль (регион)
Бахр-эль-Газа́ль (фр. Barh El Gazel, араб. بحر الغزال‎) — регион в Республике Чад. Административный центр — город Муссоро. Площадь — 53 000 км², население — 260 865 человек (2009 год).
Губернатор Махамат Нассер Хассан (с декабря 2010 года).

## География
Регион Бахр-эль-Газаль расположен в западной части страны. На севере граничит с регионом Борку, на востоке с регионом Батха, на юге с регионом Хаджер-Ламис, на западе с регионом Канем.

## История
Образован 19 февраля 2008 года на основе существовавшего ранее региона Канем.

## Административное деление
В административном отношении Бахр-эль-Газаль разделён на четыре департамента, Северный Бахр-эль-Газаль (состоит из 3 супрефектур: Салаль, Маджура и Дургуланга), Южный Бахр-эль-Газаль (3 супрефектур: Муссоро, Физиги и Ам-Селеп), Западный Бахр-эль-Газаль (состоит из 2 супрефектур: Музараги и Шедра) и Клета (состоит из 2 супрефектур: Мешимере и Софа).